# Echium leucophaeum
Echium leucophaeum Webb ex Sprague & Hutch., conocido como tajinaste de Anaga, es una especie de planta arbustiva perteneciente a la familia Boraginaceae originaria de la Macaronesia.

## Descripción

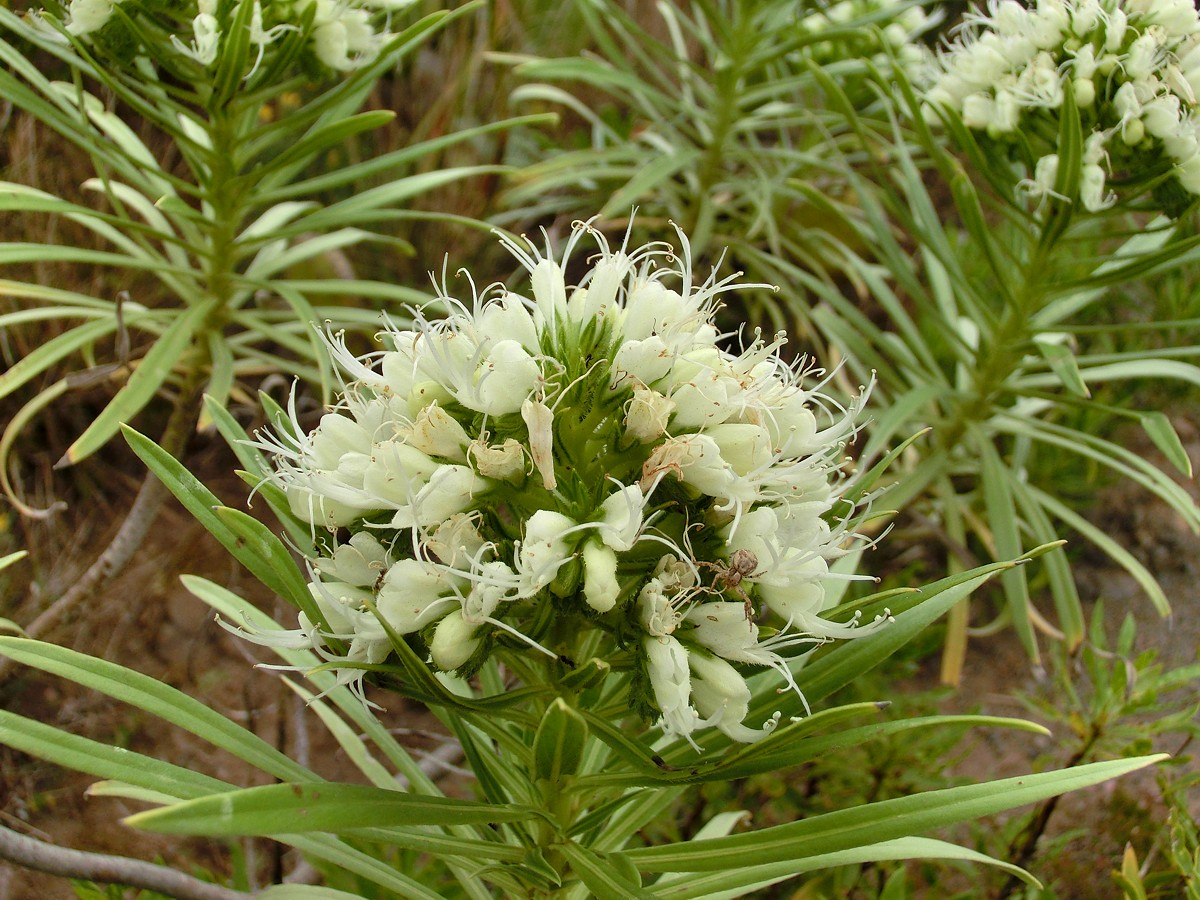
Detalle de la inflorescencia

Son arbustos ramificados y con múltiples inflorescencias cónicas de flores blancas. Se diferencia porque estas inflorescencias tienen forma de cúpula aplanada y las hojas tienen menos de 1,5 cm de ancho, sin espinas marginales o con muy pocas.
La floración se produce de enero a junio.

## Distribución y hábitat
Echium leucophaeum es un endemismo de la isla de Tenerife ―Canarias, España―.
Es propia del macizo de Anaga, donde se desarrolla entre los 300-700 metros de altitud. Forma parte de los matorrales de las zonas altas del tabaibal-cardonal y de áreas abiertas del fayal-brezal.

## Taxonomía
Echium leucophaeum fue descrita por Philip Barker Webb y atribuida a Thomas Archibald Sprague y John Hutchinson, siendo publicada en Bulletin of Miscellaneous Information Kew en 1914.
Etimología
- Echium: nombre genérico que deriva del griego echion, derivado de echis que significa víbora, por la forma triangular de las semillas que recuerda vagamente a la cabeza de una víbora.[7]

- leucophaeum: epíteto que probablemente procede del griego leukos, que significa blanco, y phaios, que significa lucir o relumbrar, en alusión al color de las flores.[8]

Sinonimia
La especie presenta los siguientes sinónimos:
- Echium aculeatum var. leucophaeum (Webb) Christ[1]
- Echium giganteum var. leucophaeum Bornm.[9]

## Importancia económica y cultural
Se trata de una especie de interés apícola.

## Estado de conservación
Se encuentra protegida por la Orden de 20 de febrero de 1991 sobre protección de especies de la flora vascular silvestre de la Comunidad Autónoma de Canarias, incluyéndose en su Anexo II.

## Nombres comunes
Localmente se conoce como tajinaste blanco o simplemente como tajinaste. A nivel divulgativo sin embargo se la conoce como tajinaste de Anaga, por ser propio de esta región.